# برنيس الذهبية
برنيس الذهبية (باليونانية: Βερενίκη Πάνχρυσος)‏ كانت في قديم الزمان مدينة وميناء تابع لمصر الفرعونية، بالقرب من مملكة سبأ في منطقة سماها المؤرخون اليونانيون منطقة أهل الكهوف (باليونانية: ρεγιό τρωγλοδυτικό)‏، في الضفة الغربية للبحر الأحمر، في منطقة يحدها خط العرض العشرون وخط العرض الحادي والعشرون [الإنجليزية]، في ما يُعرف اليوم بالسودان، تقريبًا بين بورتسودان ومثلث حلايب، وبالتحديد بين عيذاب ودنقناب. لُقّبت بـ«الذهبية» (باليونانية: Πάνχρυσος)‏ لموقعها القريب من مناجم الذهب المنتشرة في محيط جبل العلاقي (الواقع في أقصى شرق وادي العلاقي)، وكان المصريون القدماء يستخرجون من هذه المناجم جُلّ احتياجاتهم من المعادن، وكان يعمل في تلك المناجم - بحسب بلينيوس الأكبر - مساجين ورهائن حرب.

## وصلات خارجية
- العثور على آثار جيش في الصحراء نسخة محفوظة 11 نوفمبر 2009 على موقع واي باك مشين. قد يكون جيش قمبيز المقهور.